# Fortyogó-hegy
A Fortyogó-hegy vagy Gespreng-hegy (románul: Dealul Șprenghi, németül: Gesprengberg) egy mészkődomb Brassó északnyugati részén. Német és magyar nevét az itt egykor feltörő karsztforrásokról kapta, román neve a német fonetikus átvétele. Kisebb-nagyobb megszakításokkal a római kortól egészen a 16. századig erődítmények álltak rajta. A 20. században a domb nagy részét elbányászták.

## Leírása
A Fortyogó-hegy a történelmi központot északról határoló Warthe-domb legészakibb nyúlványa; az egykori Óbrassó külváros határán, a Szent Bertalan-templom közelében álló kopár, napsütötte mészkődomb. Legmagasabb pontja 600 méter, vagyis 60 méterrel emelkedik közvetlen környéke fölé. Növényzete főleg fekete ürömből és ökörfarkkóróból áll.
Nevét a déli oldalából egykor feltörő két nagyobb és több kisebb, mára kiapadt időszakos karsztforrásról kapta. A jelenség oka az volt, hogy a Fortyogó-hegy déli lába – és a források – hét méterrel a szomszédos Hosszú utca szintje alatt van. Esős évek alkalmával a város felől lefolyó víz behatolt a mészkőbe, majd egy idő után a felszínre tört. A források gyakran elárasztották a domb melletti területet, mocsaras vízi világot hozva létre kisebb-nagyobb tavakkal és sűrű növényzettel.
A domb déli lábánál a 19. században lőtér, a nyugatra fekvő, egykoron mocsaras vidéken petróleumfinomító üzem és téglagyár épült. Tetején az 1916. október 8-i, Bertalan-negyedbéli harcok emlékére román zászló leng.

## Helytörténet
A helyet már az újkőkorszakban is lakták. A római korban castrum állt itt: régészeti ásatások római provinciális kerámiákat, üvegcserepeket, vastárgyakat tártak fel, melyeket a 3. századra datálnak. Ezek mellett szláv kerámiát is találtak, mely arra enged következtetni, hogy a 6. században román-szláv település volt itt. A következő századokban is folyamatosan lakták a helyet, és valamikor a 9. század után egy kezdetleges erődítményt is építettek.
A 13. században 40 méter átmérőjű, kör alapú, sáncokkal körülvett erőd állt a Fortyogón, melyet egy cölöpfallal védett átjáró kötött össze a Szent Bertalan-templom erődítményével; szerepe az volt, hogy védje Óbrassó városrészét. Ezt 1335-ben a tatárok lerombolták. Ezután 33,6×42 méteres területen, 180 cm széles, enyhén ovális kerítőfallal épült újjá. A várudvar nyugati fala mellett egy 13×5 méter alapterülető lakóépület épült, mellette ciszternával; a keleti oldalon egy hatszögletű torony őrizte a bejáratot.
Az 1421-es török betöréskor a városi tanács az erődbe vonult, valószínűleg a védelem megszervezésére vagy tárgyalások előkészítésére, de a törökök megrohamozták és lerombolták a várat, a benne meghúzódó tanácsosokat pedig megölték vagy fogságba ejtették. A dombon utoljára 1529-ben épült erőd: Petru Rareș támadásától tartva egy fából ácsolt tornyot emeltek a Fortyogón, azonban ez nem tudott ellenállni az ostromnak: Rareș felgyújtotta, a védőket pedig fogságba ejtette.
A 19. század elején egyes romok még álltak, azonban a köveket lassacskán elhordták a környékbeliek. Az 1930-as években a hegytető még érintetlen volt, és az egykori erődítmények alapjai is kirajzolódtak, azonban a 20. század folyamán a Fortyogó nagy részét az itt létesített külszíni mészkőbánya megsemmisítette.
A régészeti lelőhelyet BV-I-s-B-11258 szám alatt listázzák a romániai műemlékek jegyzékében.